# Ivanić Košnički
Ivanić Košnički is een plaats in de gemeente Desinić in de Kroatische provincie Krapina-Zagorje. De plaats telt 33 inwoners (2001).